# Sarajevos spårväg
Sarajevos spårväg är ett spårvägsnät med sju linjer i  Sarajevo i Bosnien och Hercegovina. Spårvägen invigdes 1 januari 1885, då med hästspårvagnar.
Redan 1895 började elektriska spårvagnar att rulla på stadens gator. Spårvägen fungerade i praktiken som en testanläggning innan införandet av sådana på Wiens spårväg två år senare. Staden har därmed en av Europas äldsta spårvägsnät med kontinuerlig elektrisk drift.
Nu för tiden (2020) är spårvägsnätet cirka 11 kilometer långt med en dubbelspårig huvudlinje och en sidolinje till järnvägsstationen. Spårvidden är 1 435 mm (normalspår) och det kommunala bolaget GRAS är operatör.

## Historia
Spårvägen är den äldsta typen av  offentlig transport i Sarajevo. Den första, 3,1 kilometer långa linjen med hästspårvagnar, anlades för att förbinda järnvägsstationen med stadens centrum. Spårvidden var 760 mm (smalspår), som för all  annan spårtrafik i Österrike-Ungern på den tiden.
År 1895 ersattes hästspårvagnen med elektriska spårvagnar som gick från gryning till skymning. Sarajevo var en av de första städerna i Europa med den typen av trafik och spårvagnarna spelade en central roll för stadens tillväxt. 
På 1960-talet byggdes spårvägen om till normalspår och man skaffade begagnade PCC-spårvagnar från Washington, D.C. i USA. De första 50 köptes år 1958 och fyra år senare skaffades ytterligare 21. Vagnarna hade tillverkats av St. Louis Car Company mellan 1941 och 1944 och några av dem byggdes senare om till ledvagnar. På 1970- och 1980-talet skaffades ledvagnar av typen K2 från Tatra i Tjeckien och inför Olympiska vinterspelen 1984  kompletterades spårvagnarna med trådbussar.
Vagnparken har senare kompletterats med modernare spårvagnar från Tatra och år 2008 fick man 16 begagnade ledvagnar från Amsterdam i Nederländerna. Idag har Sarajevo  sju spårvägslinjer, fem trådbusslinjer och ett tiotal busslinjer. 
I oktober 2020 beviljade Europeiska investeringsbanken ett lån på 75 miljoner euro till nya spårvagnar och en utvidgning av linjenätet.

## Bildgalleri

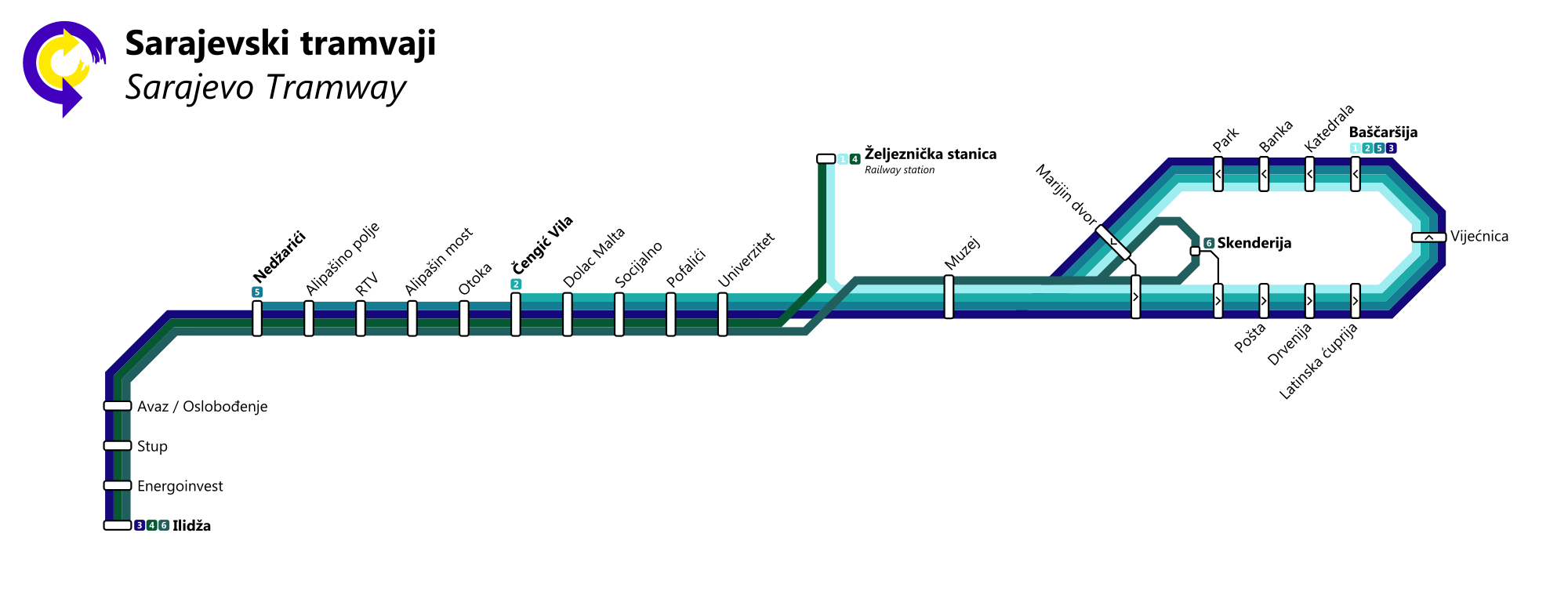
Grafisk linjekarta från 2016.
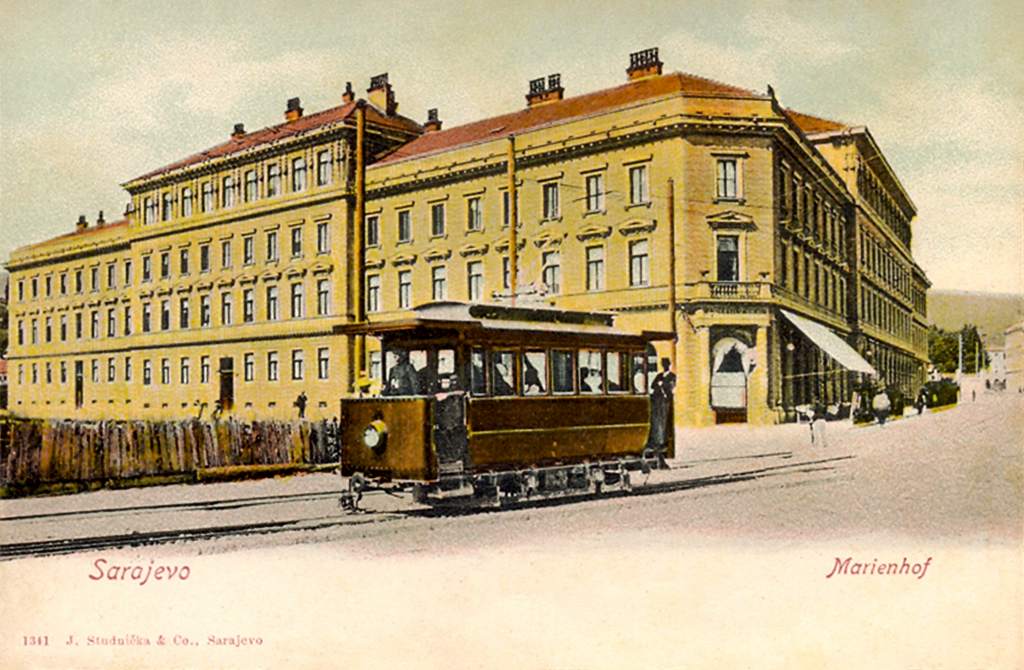
Den första elektriska spårvagnen i Sarajevo.
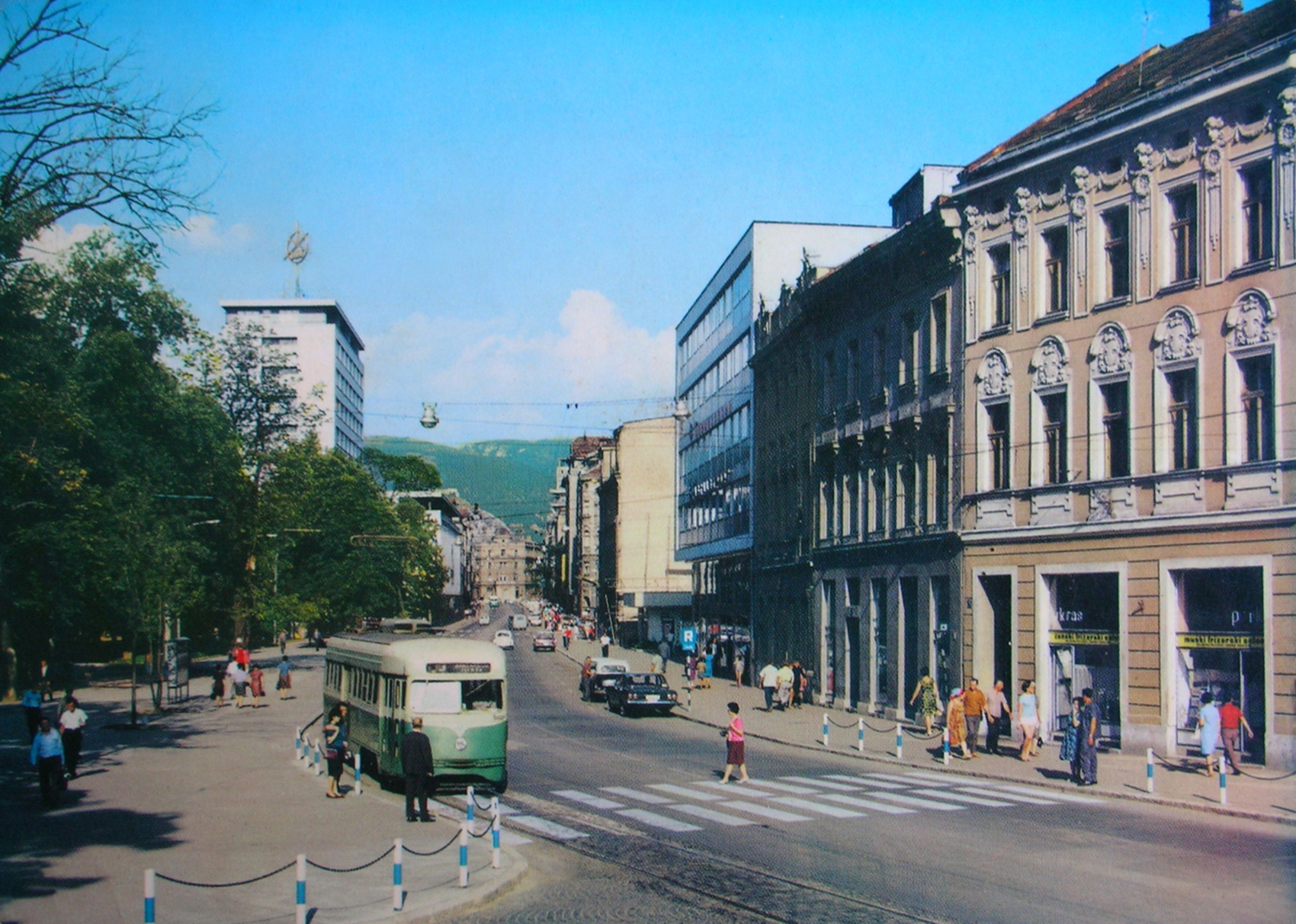
PCC-spårvagn, 1960-tal.
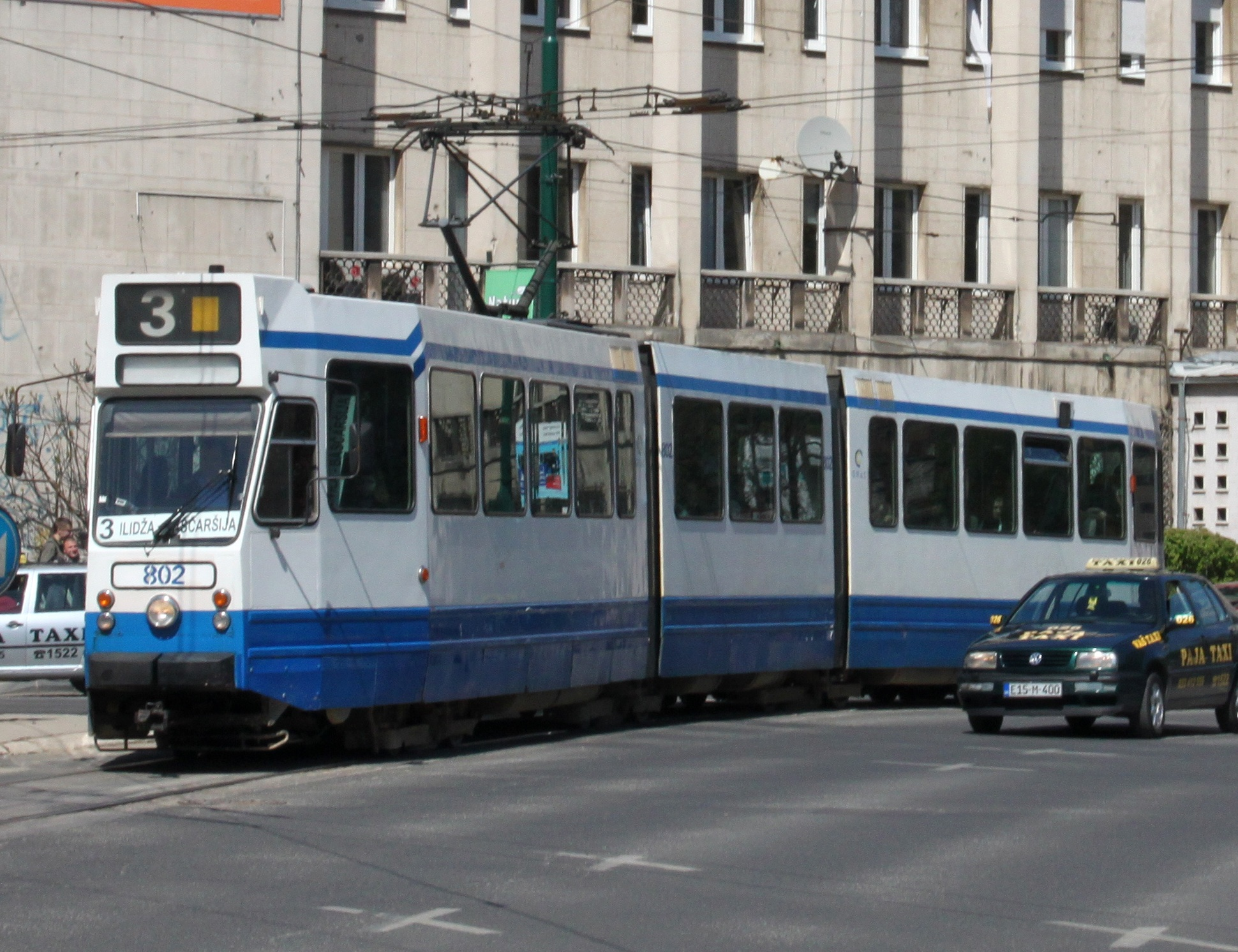
Spårvagn inköpt begagnad från Amsterdams spårväg.